# 2024年9月

## 9月1日
- 阿塞拜疆舉行2024年阿塞拜疆議會選舉（英语：2024 Azerbaijani parliamentary election），新阿塞拜疆黨維持過半數議席。[1]
- 德國東部圖林根州與薩克森州舉行州議會選舉，德國另類選擇黨在圖林根州議會、基民盟在薩克森州議會分別取得最多席位，聯邦執政黨社民黨、綠黨與自民黨大敗。[2]
- 以色列國防軍宣佈包括赫什·戈德堡-波林等6名被哈馬斯綁架者遇害，隨後以色列爆發抗議活動[3]。

## 9月2日
- 前法國農業部長迪迪埃·紀堯姆（英语：Didier Guillaume）就任摩納哥國務大臣。[4]
- 台北地方法院處理京華城案的羈押庭，裁定臺灣民眾黨主席柯文哲無保請回，前臺北市副市長彭振聲羈押禁見。[5]

## 9月3日
- 博茨瓦納總統莫克維齊·馬西西宣佈10月30日舉行2024年博茨瓦納議會選舉（英语：2024 Botswana general election）。[6]
- 乌克兰中部城市波尔塔瓦遭俄军导弹袭击，造成至少47人死亡，至少206人受伤[7]。

## 9月4日
- 外逃的前菲律賓丹轆省斑斑市市長郭華萍在印尼雅加達被捕[8]。
- 美國佐治亞州溫德的阿巴拉奇高中（英语：Apalachee High School）發生校園槍擊案，4人死亡，9人受傷[9]。

## 9月5日
- 台北地方法院再次處理京華城案的羈押庭，裁定台灣民眾黨主席柯文哲羈押禁見。[10]
- 烏克蘭總統弗拉基米爾·澤連斯基提名安德烈·西比加擔任烏克蘭外交部部長的任命獲烏克蘭最高拉達通過[11]。
- 米歇爾·巴尼耶宣誓就職法國總理。[12]

## 9月6日
- 義大利文化部長詹納羅·桑朱利亞諾因婚外情傳聞而辭職。[13]
- 紐約州最高法院宣佈應方律師要求，把紐約州人民訴唐納·川普案判刑日期由原訂2024年9月中押後至總統大選後的11月底。[14]
- 超强台风摩羯于16时20分前后在中国海南省文昌市翁田镇登陆，造成海南4人死亡，95人受伤，是2014年台风威马逊后登陆中国大陆地区第二强的台风。[15]

## 9月7日
- 阿爾及利亞舉行2024年阿爾及利亞總統選舉（英语：2024 Algerian presidential election），現任總統阿卜杜勒-馬吉德·塔布納高票連任。[16]
- 曾參加7月委內瑞拉總統選舉的埃德蒙多·岡薩雷斯流亡去西班牙。[17]
- 因技術故障，波音载人飞行测试的波音星际客机改為無人返回地球著陸。[18]
- 在影響菲律賓與中国华南後，強烈颱風摩羯最後登陸越南廣寧省南部，總共造成31人死、208人傷、39人失蹤。[19]
- 第81屆威尼斯影展闭幕，执导电影《隔壁房间》获得当晚最高荣誉金狮奖。[20]

## 9月8日
- 2024年夏季帕拉林匹克運動會在法國巴黎當地時間晚上閉幕。[21]
- ·與·分別贏得2024年美国网球公开赛男子單打與女子單打冠軍。[22][23]
- 以色列空襲敘利亞邁斯亞夫敘利亞科學研究中心分部，造成至少18人至27人死亡[24][25]。

## 9月10日
- 約旦舉行2024年約旦議會選舉（英语：2024 Jordanian general election），伊斯蘭行動戰線（英语：Islamic Action Front）成為最大黨。[26]
- 載着北极星黎明任務人員的獵鷹9號運載火箭發射升空，打破私人載人飛行任務最遠紀錄。[27]

## 9月11日
- 曾发动自我政变夺权的秘鲁前总统阿尔韦托·藤森因癌症死亡，终年86岁。[28][29]

## 9月12日
- 塞內加爾總統巴西鲁·迪奥马耶·法耶宣佈11月17日舉行2024年塞內加爾議會選舉（英语：2024 Senegalese parliamentary election）。[30]
- SpaceX北极星黎明任务乘组人员贾里德·艾萨克曼和莎拉·吉利斯（英语：Sarah Gillis）完成人类史上首次商业太空行走。[31]

## 9月13日
- 南蘇丹政府因準備不足，決定將原定年末舉行的國政選舉推遲到2026年。[32]
- 科摩羅總統阿扎利·阿蘇馬尼被人用刀襲擊受傷。[33]
- 中国全国人民代表大会常务委员会決定解除唐仁健的農業農村部長職務，由韓俊接任。[34]
- 中国全国人民代表大会常务委员会通过延迟退休方案，自2025年起的15年间逐步将男职工退休年龄从60岁延迟到63岁，女职工退休年龄从50岁、55岁分别延迟到55岁、58岁。[35]

## 9月14日
- 敘利亞總統巴夏爾·阿薩德命令穆罕默德·加拉里組閣。[36]

## 9月15日
- 美国前总统唐纳德·特朗普在佛羅里達州的高尔夫球场遭遇枪击，涉案枪手后来落网，安全部门循暗杀未遂调查此事。[37][38]
- 随着龙龙高铁至梅州至龙川路段的铁路正式开通，中國鐵路总里程突破16萬公里，完成中華民國國父孫中山先生的百年建國方略。[39]
- FX电视剧《幕府将军》在第76届黄金时段艾美奖中斩获最佳劇情類影集獎（英语：Primetime Emmy Award for Outstanding Drama Series）等4项大奖。[40]

## 9月16日
- 與歐洲委員會主席馮德萊恩不合的法國歐洲委員蒂埃里·布雷顿辭職。[41]
- 强台风贝碧嘉在中国上海登陆，登陆时风力达42m/s，是1949年以来登陆上海的最强台风。[42]

## 9月17日
- 格魯吉亞國會通過多項限制LGBT權利的法案。[43]
- 土星合月，同時也恰逢自2015年以來最大超級月亮。[44]
- 受到超級月亮所引發的潮汐影響，西馬來西亞檳榔嶼沿海地帶漲潮。[45][46][47]
- 黎巴嫩发生传呼机大规模爆炸事件，至少造成9人死亡、2750人受伤。[48]

## 9月18日
- 賈阿法爾·哈桑（英语：Jafar Hassan）任總理的約旦新內閣成立。[49]
- 中共中央紀委國家監委稱教育部原黨組副書記、副部長杜玉波涉嫌嚴重違紀違法。[50]
- 南極洲（除太陽照射區域）、南美洲、北美洲（除美國阿拉斯加地區）、歐洲、非洲、阿拉伯半島中西部、亞洲西部可见月偏食。[51][52][53][54]
- 一名于深圳日本人学校就读的十岁男童被一名男子刺伤身亡。[55]
- 俄羅斯最大網絡零售商野莓總部發生槍擊案，造成至少2死7傷[56]。
- 亞美尼亞宣佈挫敗由亞美尼亞親俄派所策劃之未遂政變[57]。

## 9月19日
- 大谷翔平在2024球季成為美國職業棒球大聯盟史上第一位也是唯一一位單季達成50全壘打與50盜壘的球員。[58]

## 9月20日
- 韓國外交部發表聲明，對中國吉林省在2021年將「朝鮮族石鍋拌飯」登錄為「省級非物質文化遺產」表示不滿。[59]
- 以色列空軍空襲黎巴嫩貝魯特的達希耶郊區哈雷特赫賴克真主黨拉德萬部隊指揮委員會，造成55死，超過68人傷，拉德萬部隊兩名指揮官易卜拉欣·阿吉爾和艾哈邁德·韋赫比在空襲中被擊斃[60]。

## 9月21日
- 斯里蘭卡舉行2024年斯里蘭卡總統選舉。左翼聯盟国家人民力量领导人阿努拉·库马拉·迪萨纳亚克在第二輪选举中击败萨吉特·普雷马达萨，当选斯里兰卡总统。[61]
- 阿爾巴尼亞總理埃迪·拉馬表示已有方案在地拉那為拜克塔什教團成立一類似梵蒂岡的主權國家。[62]

## 9月23日
- 斯里蘭卡總理迪内什·古纳瓦德纳辭職。[63]
- 日本最大在野黨立憲民主黨選出前內閣總理大臣野田佳彥為新任黨首。[64]

## 9月24日
- 哈里妮·阿瑪拉蘇里亞（英语：Harini Amarasuriya）任斯里蘭卡總理。[65]
- 泰国国王玛哈·哇集拉隆功签署同性婚姻法，使泰国成为东南亚第一个承认同性婚姻的国家。[66]
- 新任斯里蘭卡總統阿努拉·库马拉·迪萨纳亚克解散斯里蘭卡國會，預計11月14日舉行選舉。[67]

## 9月25日
- 中国人民解放军火箭军成功向太平洋相关公海海域发射了1枚洲际弹道导弹。[68]

## 9月26日
- 紐約市長埃里克·亞當斯因涉嫌收受土耳其方面賄賂等被起訴。[69]
- 中共中央總書記習近平主持召開中共中央政治局會議，宣布降低存款準備率，實施有力度的降息，促進中國房地產市場止跌回穩，被視為「房住不炒」政策的重大轉向。[70][71][72]
- 世界受刑的死刑犯中關押期間最長之犯人袴田巖，獲日本靜岡法院改判無罪[73]。

## 9月27日
- 石破茂在自由民主黨總裁選舉中當選日本自民黨總裁。[74]
- 以色列空軍空襲黎巴嫩真主黨總部，造成至少6死91人傷[75]，真主党领导人哈桑·纳斯鲁拉亦在袭击中身亡[76]。

## 9月28日
- 石井啟一就任日本公明黨黨首。[77]

## 9月29日
- 奧地利舉行2024年奧地利議會選舉，奧地利自由黨成為最大黨。[78]

## 9月30日
- 日本自由民主黨總裁石破茂宣佈10月9日解散眾議院，10月27日舉行眾議院議員選舉。[79]
- 中国上海市松江区松汇中路沃尔玛超市发生持械伤人事件，造成3死15伤。[80]
- 台湾高等法院以“协助敌方罪”为名判处一名为中共从事间谍活动的前空军军官17年有期徒刑，并剥夺公权10年。[81]
- 颶風海倫妮在美國東南部造成嚴重損害，130人以上死亡。[82]
- 曾在NBA效力的刚果篮球明星迪肯贝·穆托姆博因脑癌于乔治亚州亚特兰大去世，时年58岁。[83]